# Afghanistans flag
Afghanistans flag under den Islamiske Republik Afghanistan, vedtaget den 15. august 2021 efter Talibans sejr i Krigen i Afghanistan (2001-2021), viser en hvid baggrund med sort Shahada indskrevet. Siden det 20. århundrede har Afghanistan ændret sit nationale flag flere gange. Nationalflaget havde sorte, røde og grønne farver det meste af tiden i perioden.